# Inspiration biblique
Ne doit pas être connfondu avec Inerrance biblique.

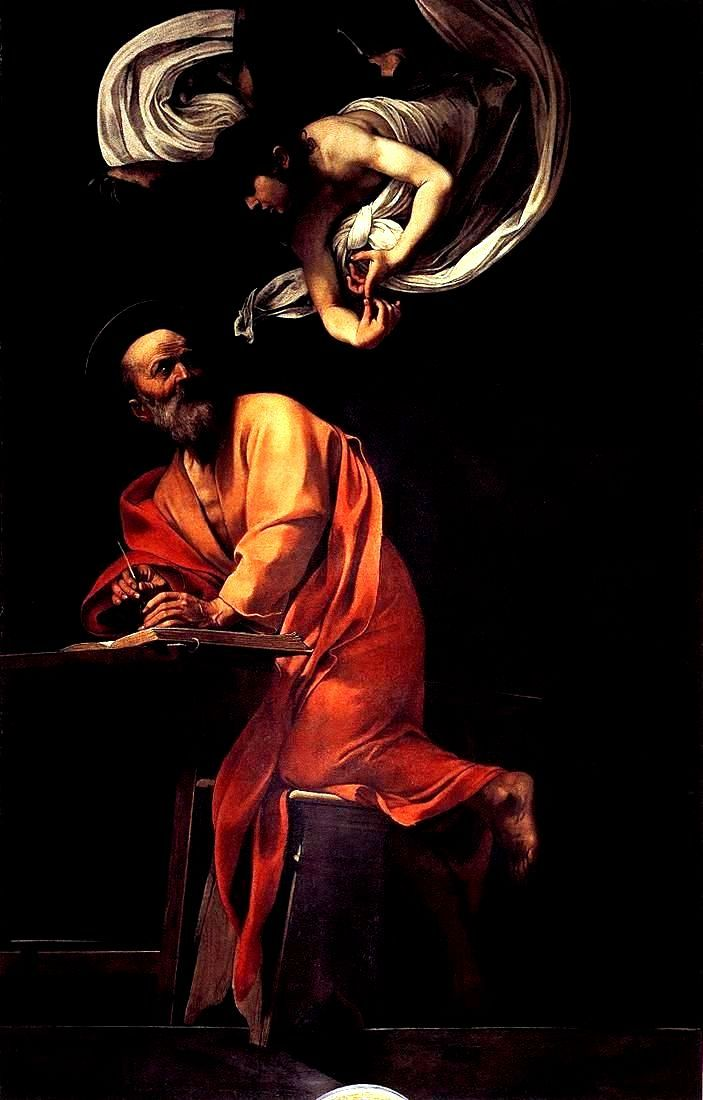
Le Caravage, Saint Matthieu et l'Ange (1602), église Saint-Louis-des-Français de Rome.

L' inspiration biblique, ou inspiration divine des Écritures, ou encore théopneustie, est un concept du christianisme affirmant que la Bible provient directement de Dieu, grâce à son « souffle », c'est-à-dire l'Esprit saint.
L'Église catholique et l'Église orthodoxe s'accordent sur l'idée que l'Écriture est divinement inspirée. Elles estiment aussi que l'Esprit saint n'a pas quitté les apôtres après la mort de Pierre et de Paul. Par la succession apostolique, l'Esprit demeure au sein de l'Église du Christ.
Ce concept, qui existe en tant que tel dans plusieurs textes de l'Ancien Testament et du Nouveau Testament, a d’abord été étudié dans une perspective d’affirmation et de défense de la « pleine inspiration ». Par la suite, il a fait l’objet de lectures et de traitements différents de part et d’autre de l’Atlantique.

## L'inspiration divine
La notion d'inspiration divine apparaît déjà dans le monde antique, notamment en Égypte et en Grèce, où les révélations des dieux s'adressaient à l'humanité par le truchement de personnages « inspirés ». Ainsi en allait-il également à Babylone du « scribe des dieux » Nabû, fils de Marduk, ou du dieu-scribe égyptien Thot, précurseur de l'Hermès grec.
L'Ancien Testament considère que l'Esprit de Dieu agit sur ceux qui exercent des responsabilités complexes, tels les rois, les juges ou les prophètes, à tel point que les paroles prophétiques sont souvent précédées par la formule « ainsi parle YHWH ».

## La Bible «dictée» ou «inspirée»

### Judaïsme
D'emblée, dès le Talmud, le judaïsme s'interroge sur la nature et la portée de l'inspiration divine des Écritures, notamment en ce qui concerne la Torah au sens strict, c'est-à-dire le Pentateuque. Une question se pose en particulier : si Moïse en est l'« auteur », comment a-t-il pu écrire le récit de sa propre mort ?
En 1927, Franz Rosenzweig évoque la nouvelle traduction de la Bible qu'il a réalisée avec Martin Buber en tenant compte des découvertes de l'exégèse historico-critique : « Nous traduisons la Bible comme une unité. Pour nous c’est l’œuvre d’un seul esprit. Nous ne savons pas qui en est l’auteur. Que ce fût Moïse, nous n’y croyons pas. Mais entre nous, nous le mentionnons par le signe conventionnel de la critique historique R qui signifie le rédacteur final de la Bible. Seulement bien loin d’être l’auteur anonyme de la Bible, ce R est pour nous l’initiale de Rabbénou,. »

### Christianisme

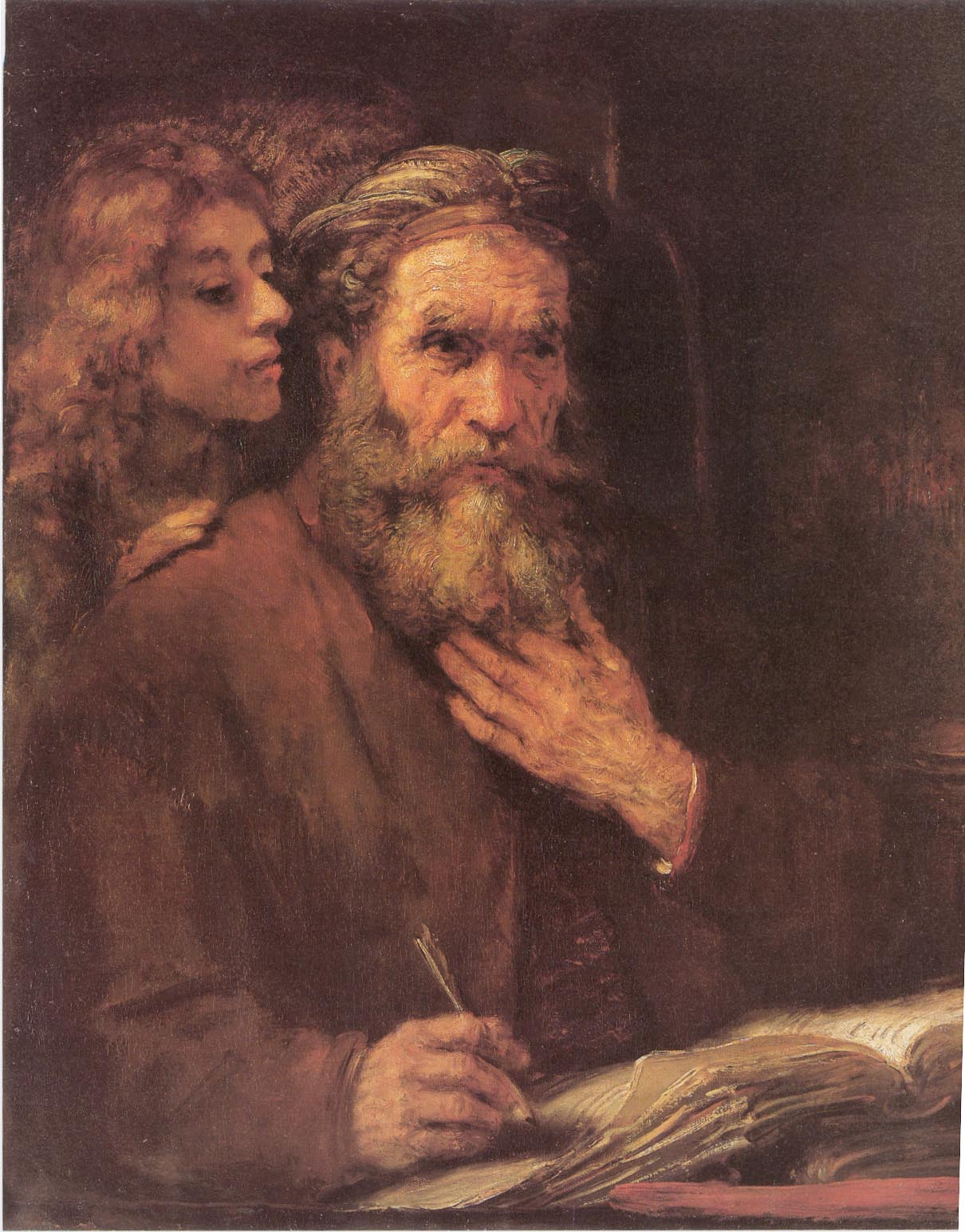
Rembrandt, Saint Matthieu et l'Ange, 1661, musée du Louvre.

De même, l'inspiration divine de la Bible est une notion fondamentale de la théologie chrétienne, et cela dès les origines. Ainsi, dans le Nouveau Testament, Jésus-Christ déclare que le Psaume 110 est l'œuvre de l'Esprit saint : « David lui-même, animé par l’Esprit-Saint… ».
Le terme technique utilisé par les spécialistes pour désigner cette forme d'inspiration, la « théopneustie », vient de l'adjectif θεόπνευστος (theópneustos), littéralement « soufflé par Dieu », qui apparaît dans la Deuxième épître à Timothée, 3:16 : « Toute Écriture est inspirée de Dieu, et utile pour enseigner, pour convaincre, pour corriger, pour instruire dans la justice… ». Dans la Vulgate, theópneustos est traduit en latin par divinus inspiratus. La Deuxième épître de Pierre (1:21) affirme que les prophètes sont « portés par l'Esprit » (inspirati).
Toutefois, la littérature chrétienne n'emploie pas d'emblée l'adjectif theópneustos, afin d'éviter toute confusion avec les oracles des cultes païens, et préfère celui de « prophétique » : le terme spécifique pour désigner le charisme des rédacteurs et des textes de la Bible n'est devenu « inspiration » que depuis le XVIIe siècle. Par exemple, Thomas d'Aquin parle de prophetia à ce sujet. Ce terme s'est développé principalement à partir du XIXe siècle, à la suite de l'ouvrage du théologien calviniste Louis Gaussen, La Théopneustie, ou la pleine inspiration des Saintes Écritures.
Le concept de la « pleine inspiration » signifie que cette inspiration est complète, totale, en ce sens que Dieu ne s'est pas contenté d'indiquer un contenu aux rédacteurs des Écritures (suggestio rerum) : il est allé jusqu'à leur « dicter » les mots exacts à employer (suggestio verborum). Cette doctrine se nomme « inspiration verbale ». Elle ne concerne que les langues originelles de la Bible (hébreu, grec) et ne s'applique pas aux traductions, qui ne sont qu'une œuvre humaine, même si elles s'efforcent d'atteindre la plus grande fidélité possible. Dans cette optique, Dieu est le seul et véritable auteur de la Bible.

## La thématique du « Dieu auteur »

### La « Parole de Dieu »
« Pleinement inspiré », le texte biblique est considéré comme l'authentique Parole de Dieu. Cette thématique, celle du Deus auctor sacrae scripturæ (« Dieu auteur des Saintes Écritures »), est celle de l'Église catholique jusqu'au concile Vatican II, qui la précise sans la remettre en question.
Dans la patristique, la doctrine du Deus auctor (« Dieu auteur ») des Écritures n'apparaît qu'au IVe siècle, sous l'influence d'Ambroise de Milan et d'Augustin d'Hippone, dans le contexte de la rivalité avec les manichéens, qui estiment que l'Ancien Testament est l'œuvre de Satan.

### La théologie catholique
Pour le concile de Trente, les deux Testaments ont Dieu pour unique auteur (« unus Deus sit auctor ») et ont été « dictés » par l'Esprit saint (« a Spiritu Sancto dictatas »). Cependant, cette notion de « dictée » par l'Esprit saint risque de prêter à confusion de par son caractère supranaturel et entraîne des controverses au sein de l'Église catholique pendant plusieurs siècles.
Le premier concile du Vatican, quant à lui, réitère les affirmations tridentines : inspirées par l'Esprit saint, les Écritures ont Dieu pour auteur (« quod Spiritu Sancto inspirante conscripti Deum habent auctorem »). La même doctrine prévaut dans les encycliques de Léon XIII (Providentissimus Deus, 1893) et de Pie XII (Divino afflante Spiritu, 1943).
Le concile Vatican II publie en 1965 la constitution dogmatique Dei Verbum, dont le troisième chapitre, intitulé « L'inspiration de la Sainte Écriture et son interprétation », dispose que « les livres entiers de l'Ancien et du Nouveau Testament avec toutes leurs parties […] ont Dieu pour auteur », .
La même thématique est réaffirmée par les successeurs de Paul VI, notamment en 1993 par Jean-Paul II lors d'une audience solennelle devant les cardinaux, le corps diplomatique et des théologiens.

### La théologie protestante

#### La Réforme
La Réforme protestante, au XVIe siècle, ne s'écarte pas de l'approche catholique : ainsi, la Confession de La Rochelle (1559) déclare que les Écritures contiennent la Parole de Dieu, de même que la Confession helvétique postérieure (1566) comporte un chapitre intitulé « De l'Écriture sainte, vraie parole de Dieu ».
Néanmoins, à partir du XVIIe siècle, le luthéranisme prend ses distances vis-à-vis de la doctrine catholique. Cette dernière, en effet, enseigne que la Bible n'est pas seule à faire autorité envers le croyant : au nom de la succession apostolique dont elle se revendique, l'Église catholique invoque également le Magistère et la Tradition, en un mot l'autorité du pape. La théologie protestante, au contraire, met l'accent sur l'inspiration verbale et sur le principe de la Sola scriptura (« l'Écriture seule »).
Au milieu du XIXe siècle, le théologien calviniste Louis Gaussen s'inscrit dans cette tradition lorsqu'il définit les rédacteurs de la Bible comme des « porte-plume », autrement dit des instruments passifs écrivant sous la « dictée » de Dieu.

#### Division protestante entre fondamentalistes et libéraux
Si Louis Gaussen considérait tous les auteurs de la Bible comme « prophètes récipiendaires d’oracles de Dieu » (débouchant sur des points de vue favorables à l'inerrance biblique), cette vision a pu être discutée en Europe dans la mesure où elle fut posée à une époque où les évangéliques considéraient encore la mesure et les termes de leur adhésion au conservatisme protestant, en même temps que leurs Églises s’instituaient, surtout en Suisse (en « Églises libres ») pour les francophones. Aux États-Unis, les écrits et les thèses de Gaussen seront reçus avec assez peu de questionnement, alors que ces questions théologiques ne se posent plus entre tenants et opposants de la pleine inspiration. Plutôt, ce sont les questions de moralité qui se préfigurent comme ligne de démarcation entre « libéraux » et « fondamentalistes » (qui n’existent pas en tant que tels à l’époque) ; c’est pourquoi les Américains protestants conservateurs, principalement baptistes, s’emparent des raisonnements de Gaussen pour ainsi dire sans le moindre détour critique pour affirmer la suprématie des sources de leur morale et de leur théologie (la Bible) sur celles de leurs opposants (la Raison).
En Europe, l’on doit beaucoup à des théologiens tels que l'Américain Benjamin B. Warfield dans la critique et la réévaluation de l’exégèse opérée par Gaussen. Y compris dans les milieux évangéliques (« libres ») francophones en France et en Suisse, La Théopneustie a été l’objet d’un débat critique, tant parmi les évangéliques « libristes » que parmi les protestants (dits, en Suisse surtout, « évangéliques ») luthériens et calvinistes (modernistes et rationalistes) ainsi qu'entre ces deux groupes, débat qui a débouché chez les conservateurs sur une théologie de l’inspiration étant jusqu’à beaucoup plus modérée, tout en restant conservatrice. C’est ce débat pourtant essentiel qui a fait défaut aux États-Unis, comme l’indique un article de Kenneth J. Stewart, qui a engagé les Européens vers un conservatisme raisonné, un protestantisme évangélique « libriste » moins radical et plus modéré, et le conservatisme américain sur la voie de la radicalisation moralisante, qui débouchera sur le fondamentalisme (dès après le colloque de Niagara en 1894). C’est d’ailleurs un des points qui permettent d’étayer de manière plus concluante que le fondamentalisme sur le Vieux Continent est, très largement, un phénomène assez récent et d’importation américaine (à partir des années 1950), tendant d’ailleurs à être toujours en partie absorbé par le rationalisme ambiant européen et le criticisme théologique des Églises protestantes historiquement implantées, même conservatrices.
Les évangéliques américains, quant à eux, ne verront pas leur unité survivre aux positions des radicaux fondamentalistes. Les idées européennes sur l’inspiration et l’inerrance seront ainsi reprises par les évangéliques modérés dans les années 1920 et 1930 au moment du divorce entre les deux tendances.